# 塔塔纳努
塔塔纳努汽车（英語：Tata Nano）是印度的塔塔汽车公司在2009年3月23日推出的一款当时全球价格最便宜的小型汽车，售价约2000美元。塔塔汽车公司网站上称NANO是“人民大众的汽车”。
塔塔公司原定于2008年推出这款车，但是由于经济下滑和生产上的一些问题而推迟了出厂日期。纳努车型既有基本款，又有豪华款，并有多种颜色可供选择。有四个车门，车身长约3米，宽1.5米，最高時速105公里。基本款是四速手动档驱动，发动机在汽车后部，只有一个挡风玻璃雨刷。如果想要空调、收音机或者動力方向盘，必须额外購買。
塔塔納努汽車由於銷量不佳，為公司帶來虧損，到2018年5月實際上已終止生產。

## 外部連結
- Tata Nano - Official product page （页面存档备份，存于）
- Tata Nano Reviews, Tata Nano Photos, Tata Nano Videos, Tata Nano Cartoons!!
- Crazyengineers.com, Interview with Mr. Girish Wagh
- Tata Nano review video by Autocar （页面存档备份，存于）
- Tata Nano Europa video （页面存档备份，存于）
- Tata Nano News （页面存档备份，存于）

 本文全部或部分内容来自美国联邦政府所属的美国之音网站。根据版权条款（英文）和有关美国政府作品版权的相关法律，其官方发布的内容属于公有领域。